# Gusinoozjorsk
Gusinoozjorsk (rusky Гусиноозёрск, burjatsky Галуута нуур) je město v Burjatsku v Ruské federaci. Při sčítání lidu v roce 2010 mělo přes čtyřiadvacet tisíc obyvatel a bylo tak třetím nejlidnatějším burjatským městem po Ulan-Ude a Severobajkalsku.

## Poloha a doprava
Gusinoozjorsk leží v oblasti Zabajkalska západně od Chamar-Dabanu na severovýchodním břehu Husího jezera (Gusinoje ozero, odtud jméno města). Od Ulan-Ude, hlavního města Burjatska, je vzdálen přibližně 110 kilometrů jihozápadně.
Přes město prochází silnice A165 z Ulan-Ude k mongolsko-ruské hranici a město je pět kilometrů vzdáleno od železniční stanice Zagustaj na Transmongolské magistrále Ulan-Ude – Nauški – Ulánbátar.

## Dějiny
Gusinoozjorsk byl založen v roce 1939 pod jménem Šachty (Ша́хты) u ložisek hnědého uhlí. V roce 1953 byla obec povýšena na město a přejmenována na Gusinoozjorsk.